# 山口裕之 (哲学者)
山口 裕之（やまぐち ひろゆき、1970年10月 - ）は、奈良県出身の日本の哲学研究者。徳島大学教授。専門はフランス近代哲学（コンディヤック）、科学哲学、エピステモロジー。

## 経歴
- 1999年　東京大学人文社会系研究科博士課程　単位取得退学
- 2002年　博士（文学）取得
- 2003年　第20回渋沢クローデル賞　受賞（『コンディヤックの思想-哲学と科学のはざまで』）

## 著作

### 単著
- 『コンディヤックの思想-哲学と科学のはざまで』（勁草書房、2002年）
- 『人間科学の哲学-自由と創造性はどこへいくのか』（勁草書房、2005年）
- 『認知哲学-心と脳のエピステモロジー（ワードマップ）』（新曜社、2009年）
- 『ひとは生命をどのように理解してきたか』（講談社選書メチエ、2011年）
- 『コピペと言われないレポートの書き方教室-3つのステップ』（新曜社、2013年）
- 『人をつなぐ対話の技術』（日本実業出版社、2016年）
- 『「大学改革」という病-学問の自由・財政基盤・競争主義から検証する』（明石書店、2017年）
- 『語源から哲学がわかる事典-PHILOSOPHY ETYMOLOGY』（日本実業出版社、2019年）
- 『「みんな違ってみんないい」のか?-相対主義と普遍主義の問題』（筑摩書房、2022年）

### 共著
- 『科学技術と倫理』（ナカニシヤ出版、2007年）
- 『哲学の歴史〈第6巻〉知識・経験・啓蒙-18世紀 人間の科学に向かって』（中央公論新社、2007年）
- 『エピステモロジーの現在』（慶應義塾大学出版会、2008年）
- 『哲学への誘い　新しい形を求めてI　哲学の立ち位置』（東信堂、2010年）
- 『哲学という地図』（勁草書房、2010年）

### 翻訳
- エティエンヌ・ボノ・ド・コンディヤック『論理学　考える技術の初歩』（講談社学術文庫、2016年）